# Fotodegradace
Fotodegradace je skupinou fyzikálních procesů uplatňujících se při degradaci plastů se zkrácenou životností. Zdrojem světelného záření majícího vliv na degradační procesy je sluneční svit. Světelné záření dopadající na ozařovaný plast může být jeho povrchem odraženo, rozptýleno, propuštěno nebo absorbováno. Fotochemické změny probíhají tehdy, je-li absorbováno světelné záření o určité vlnové délce. Například karbonylová skupina C=O absorbuje záření o vlnové délce 187 nm a v rozmezí délek od 280 nm do 320 nm. Vazba C-C pak absorbuje záření o vlnové délce 195 nm a 230 nm až 250 nm. V polymerech, které obsahují výše uvedené skupiny budou při ozařování těmito vlnovými délkami indukovány fotochemické reakce. Absorpcí světelného záření se zvětší obsah energie makromolekuly, která se dostává do vyššího energetického stavu. Největší část absorbované energie se spotřebuje na převod elektronového systému do vyššího kvantového stavu. Zbytek této energie je využit na tvorbu volných radikálů v makromolekulách indukujících rozklad některých plastů.